# Planetenquadrat
Eine Planetenquadrat oder auch Kamea (von hebräisch קמיע ‚Amulett, Talisman‘) ist in der westlichen Esoterik ein magisches Quadrat, das einem der sieben Planeten der klassische Astrologie zugeordnet ist. 
Die traditionellen Planetenquadrate gehen auf die Abbildungen aus dem Werk De Occulta Philosophia von Heinrich Cornelius Agrippa von Nettesheim zurück.
Planetenquadrate werden für das Zeichnen von Sigillen verwendet oder dienen im Rahmen von magischen Operationen als Talisman oder Amulett. 
Untenstehend sind die von Agrippa von Nettesheim angegebenen Planetenquadrate abgebildet.
Beim Verbinden aller Zellen eines Planetenquadrats in numerischer Reihenfolge entsteht (außer beim Sonnenquadrat) ein symmetrisches Muster.
| Kamea des Saturns | Kamea des Jupiters | Kamea des Mars   |
| Kamea der Sonne   | Kamea der Venus    | Kamea des Merkur |
| Kamea des Mondes  |                    |                  |